# Malcolm Brown (directeur artistique)
 (décembre 2021).
Si vous disposez d'ouvrages ou d'articles de référence ou si vous connaissez des sites web de qualité traitant du thème abordé ici, merci de compléter l'article en donnant les références utiles à sa vérifiabilité et en les liant à la section « Notes et références ».
Pour les articles homonymes, voir Malcolm Brown et Brown.
Malcolm Brown (né le 10 août 1903 – mort le 29 août 1967 est un directeur artistique américain. Il a remporté l'Oscar des meilleurs décors pour Marqué par la haine (1956) et a été nommé pour Une femme en enfer.